# Алисон
Алисон Рамзеш Бекер (на португалски: Alisson Ramses Becker), познат като Алисон е бразилски футболист, вратар, който играе за Ливърпул. Той е най-скъпият вратар в света.

## Кариера

### Интернасионал
Алисон се присъединява към академията на Интернасионал през 2002 г., когато навършва 10 години. Впоследствие играе редовно с отбора до 23-годишна възраст, преди да направи дебют на 17 февруари 2013 г. при равенството 1:1 при равенство срещу Крузейро в шампионата Кампеонато Гаучо. Приключва първия си сезон с шест изяви.
На следващата година, Алисон се конкурира с бразилската легенда Дида, който идва в Интернасионал от Гремио. Той печели титулярното си място през октомври 2014 г. и завършва годината с 11 участия в лигата. Безспорен титуляр през следващата година, през която има 57 изяви във всички състезания. На 4 февруари 2016 г. Алисон подписва договор с италианския клуб Рома за 5 години срещу 7,5 милиона евро. Той изиграва последния си мач за Интернасионал на 15 май 2016 г. при 0:0 срещу Шапекоензе. По време на четирите си години с Интернасионал, Алисон прави над 100 участия във всички състезания и печели титлата на Кампеонато Гаучо всеки сезон.

### Рома
Алисон официално финализира трансфера си в Рома през юли 2016 г. Той прави своя дебют за клуба на 17 август 2016 г., като започва с равенство 1:1 от Шампионската лига с Порто, но прекарва по-голямата част от сезона като резерва за полския национал Войчех Шченсни. Има 15 изяви във всички състезания от сезона, но не успява да играе в нито мач от Серия А. Алисон разкрива, че би помислил за напускане, ако не му бъде гарантирано повече футбол в първия отбор.
Той най-накрая прави своя дебют в Серия А в началото на сезон 2017/18, като започва с 1:0 над Аталанта. След това той играе за пръв път в Дерби дела Капитале на 18 ноември 2017 г., спечелено с 2:1 над градските съперници от Лацио. Похвален за представянето си в Шампионската лига и изиграва ключова роля в кампанията за клуба, в която стига до полуфиналите. Рома не допуска нито един гол на Стадио Олимпико в Шампионската лига до мача срещу Ливърпул в полуфиналите на 2 май 2018 г., който спечелва с 4:2, но в общия резултат губи с 6:7. Алисон получава похвали за своите игри през сезон 2017/18.

### Ливърпул
На 19 юли 2018 г. Ливърпул официално привлича Алисон за €72,5 милиона. Трансферът прави Алисон второто най-скъпо попълнение в историята на Ливърпул и най-скъпият вратар за всички времена, надминавайки трансферите на Едерсон Мораеш (най-скъп в £) и Джанлуиджи Буфон (най-скъп в историята).

## Национален отбор
Алисон получава повиквателна от треньора Дунга за първите два мача от квалификационната кампания за Световната купа през 2018 г. срещу Чили и Венецуела. Той прави своя дебют срещу последните на 13 октомври 2015 г., мач спечелен с 3:1.
На 5 май 2016 г. Алисон е избран в 23-членния състав на Бразилия за Копа Америка Сентенарио. Допуска два гола в три мача, като Бразилия е елиминирана в груповата фаза.
През май 2018 г. попада в състава на Бразилия за Мондиал 2018 в Русия.

## Личен живот
По-големият му брат – Муриел Бекер, също е вратар и израства в школата на Интернасионал. Алисон е католик.

## Отличия

### Отборни
Интернасионал
- Кампеонато Гаучо: 2013, 2014, 2015, 2016
- Уефа шампионска лига, суперкупата на Уефа и Фифа клубно световно първенство през сезон 2018/2019 с Ливърпул.

### Индивидуални
- Шампионска лига отбор на сезона: 2017/18[27]
- Носител на FIFA THE BEST за най-добър вратар през 2019 г.
- Носител на Yashin Trophy(награда за най-добър вратар) на франс футбол през 2019 г.
- 3 златни ръкавици за сезон 2018/2019 в премиър лийг, копа америка и уефа.
- Фифа отбор на годината